# Bolchoïe Boldino
Bolchoïe Boldino (Большо́е Бо́лдино) est un village de Russie situé dans l'oblast de Nijni Novgorod. C'est le centre administratif du raïon (arrondissement) et du conseil rural du même nom. Pendant quatre siècles, la terre de Bolchoïe Boldino a appartenu à la famille Pouchkine. Aujourd'hui, la partie historique du village est classée au patrimoine culturel de la fédération de Russie.

## Géographie
Bolchoïe Boldino se trouve à 170 km au sud-est de Nijni Novgorod et à 90 km au nord de Saransk, ainsi qu'à 38 km de la gare ferroviaire d'Oulovka, sur la rive droite de la rivière Azanka. La distance par la route de Nijni Novgorod par Bolchoïe Mourachkino, Vitourlino et Gaguino est de 205 km, et de Saransk, de 110 km.

## Population
Recensements (*) ou estimations de la population,,:
| 1798  | 1895  | 1916  | 1925  | 1959  | 1970  |
| ----- | ----- | ----- | ----- | ----- | ----- |
| 2 139 | 1 998 | 1 435 | 2 742 | 2 503 | 2 864 |

| 1979  | 1989  | 2002  | 2010  | 2021  | - |
| ----- | ----- | ----- | ----- | ----- | - |
| 3 403 | 4 432 | 4 919 | 5 074 | 5 111 | - |

## Patrimoine
- Musée-réserve Alexandre Pouchkine « Boldino »
- Église de l'Assomption, construite en 1791
- Chapelle Saint-Michel-Archange
- Statue de Pouchkine (par Sergueï Merkourov en 1941)
- Statue de Pouchkine (par Oleg Komov en 1979)
- Maison de la culture, construite en forme de temple grec en 1937

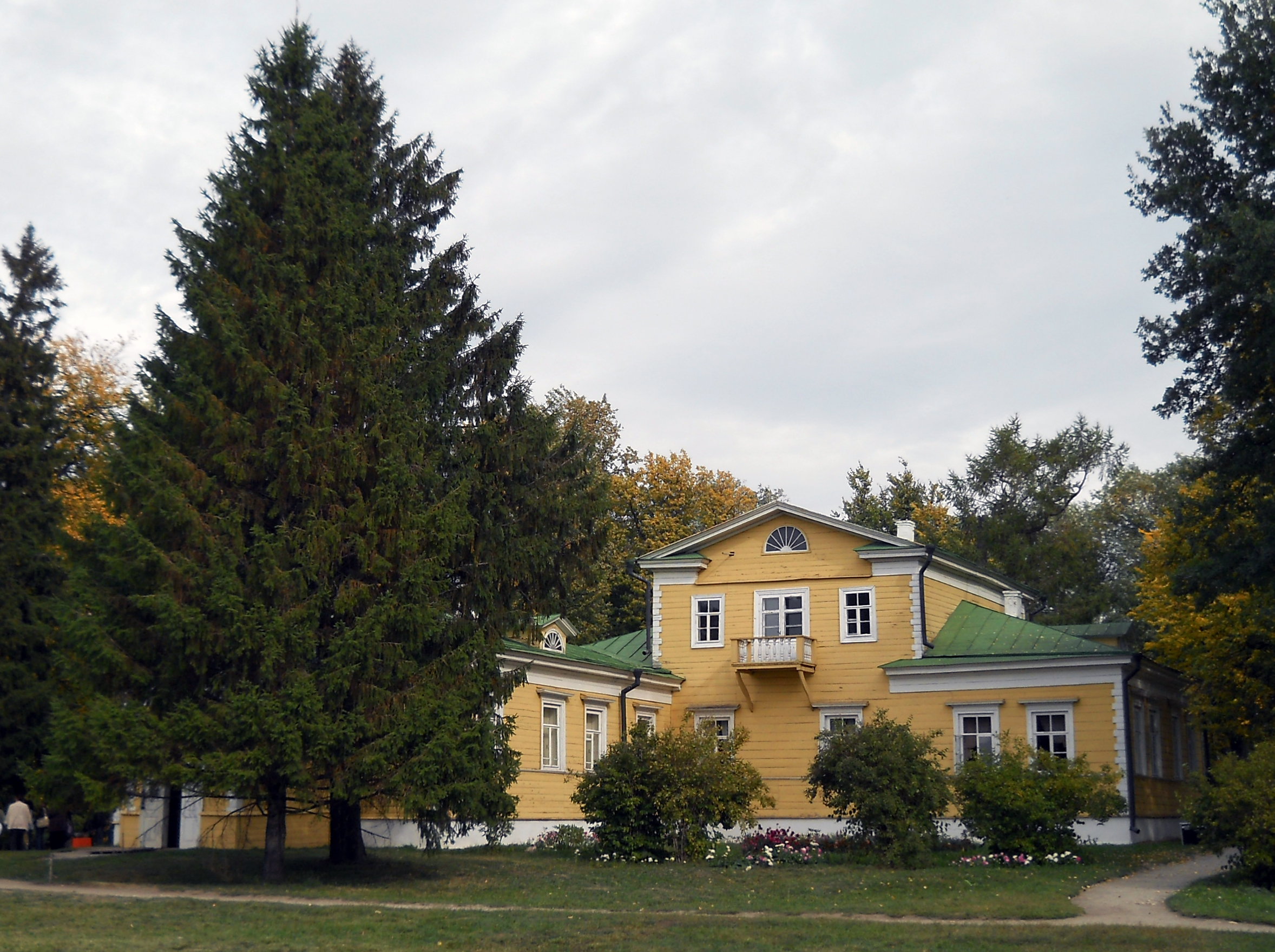
Boldino: manoir des Pouchkine, aujourd'hui musée.
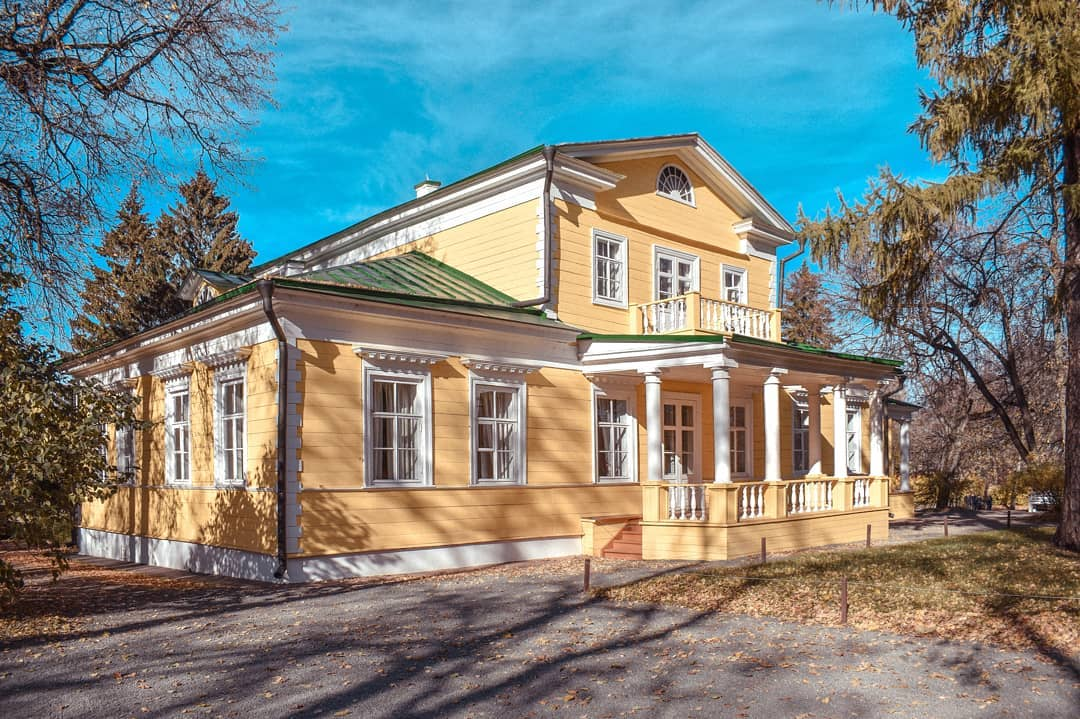
Façade du manoir des Pouchkine.
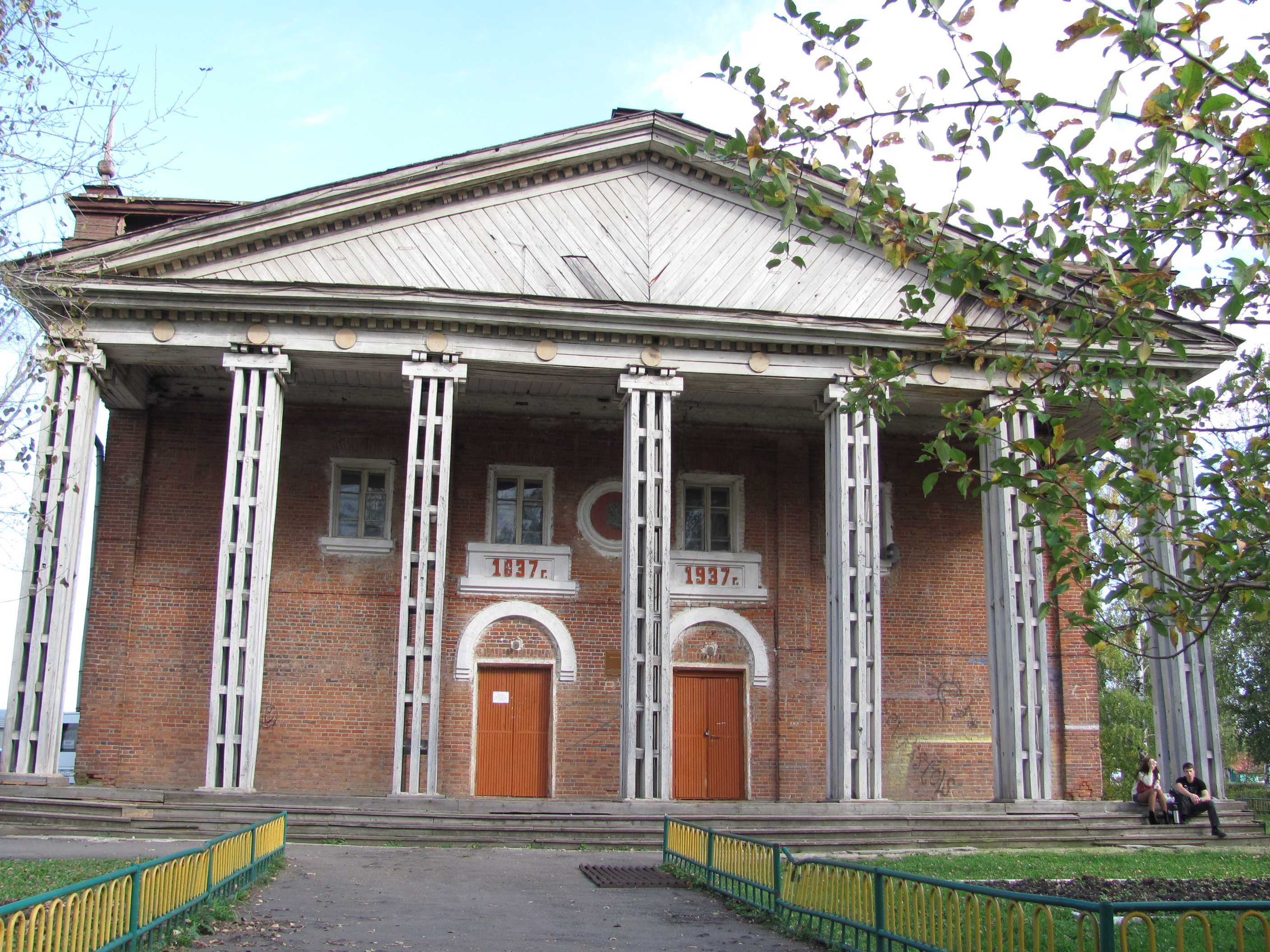
Ancienne maison de la culture.
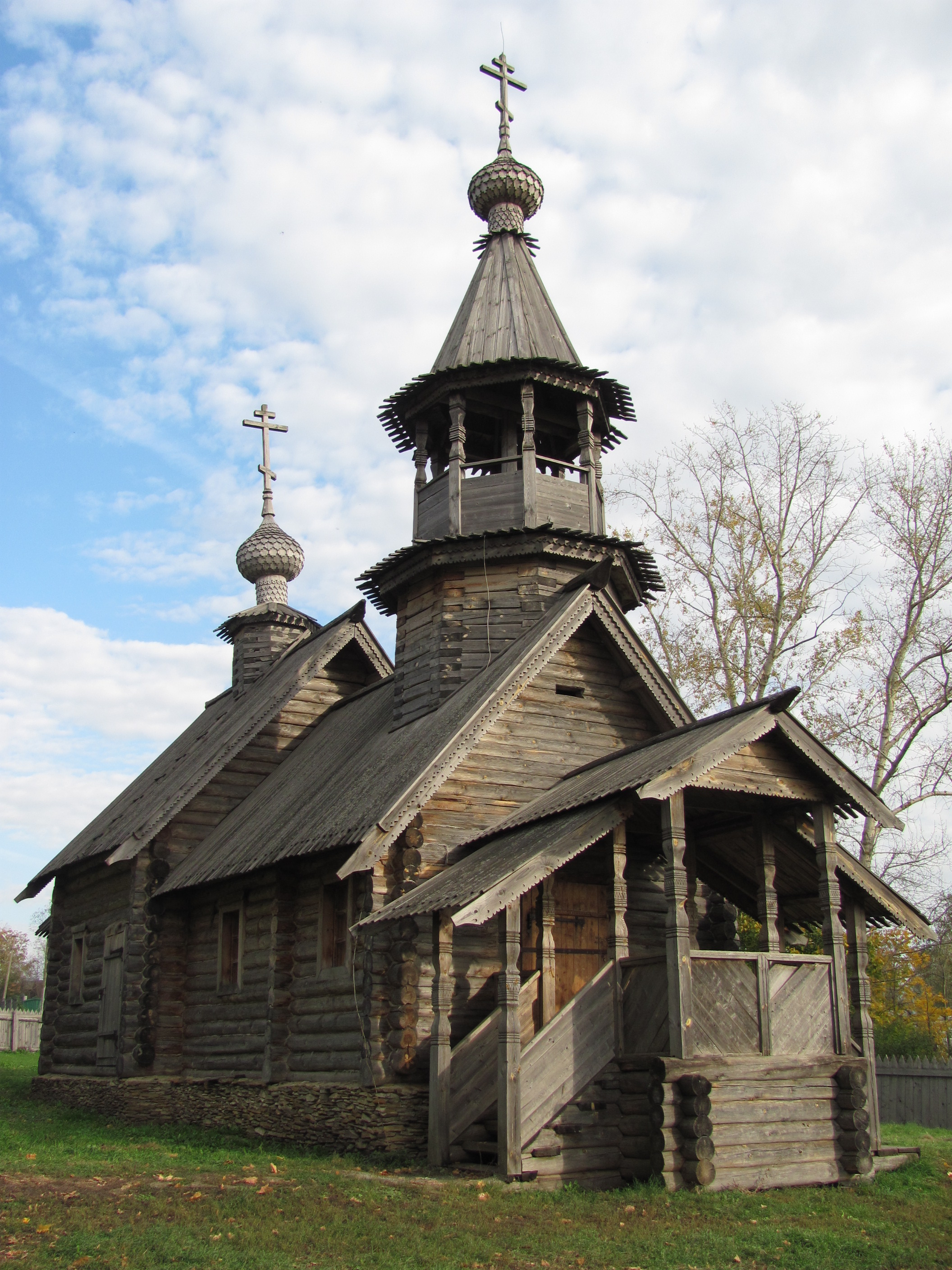
Chapelle Saint-Michel-Archange.
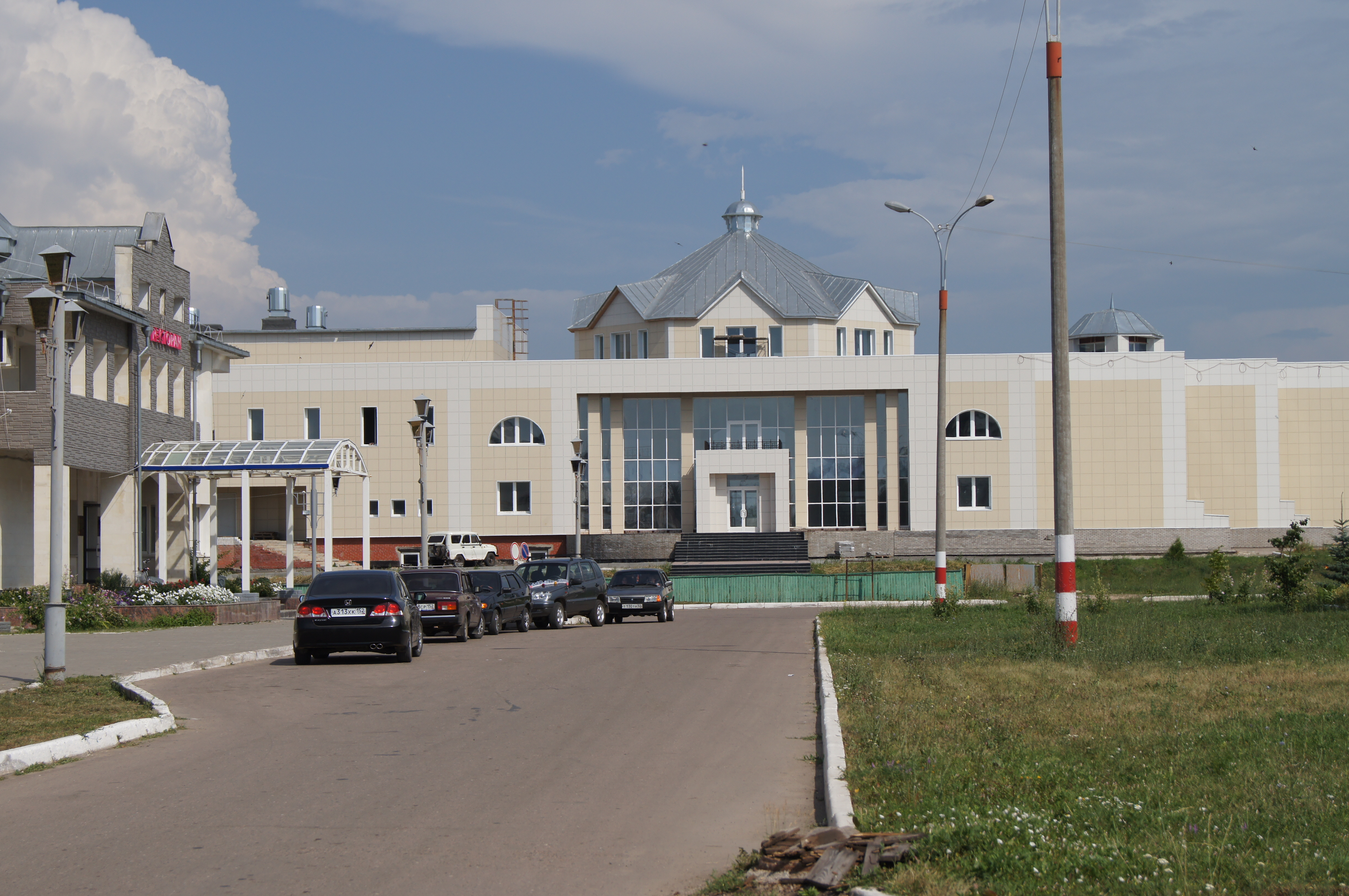
Nouvelle maison de la culture.
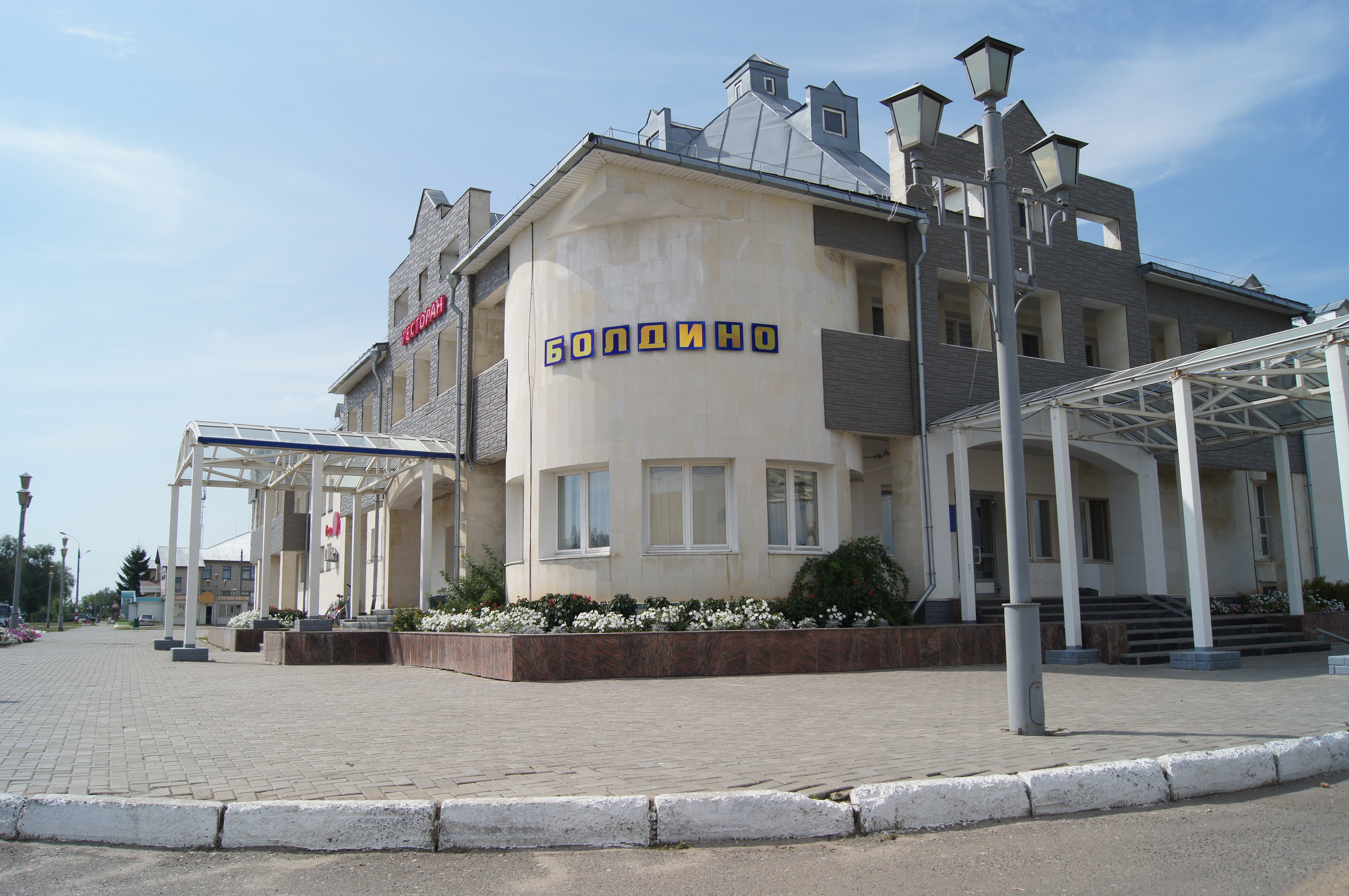
Hôtel Boldino.